# 1946 en Allemagne
Chronologie de l’Allemagne
- 1942
- 1943
- 1944
- 1945
- 1946
- 1947
- 1948
- 1949
- 1950

## Naissances
- 23 février : Bodo Hauser, journaliste et écrivain allemand (mort en  2004)
- 17 avril : Georges J. F. Köhler, biologiste allemand (mort en  1995)
- 9 mai : Drafi Deutscher, chanteur allemand (mort en  2006)
- 14 mai : Elmar Brok, homme politique allemand
- 17 mai : Udo Lindenberg, chanteur allemand
- 26 juin : Maria von Welser, journaliste allemande
- 1er juillet :
  - Stefan Aust, journaliste allemand
  - Rosalie Abella, juriste allemande
- 20 août : Henryk Broder, journaliste allemand
- 14 décembre : Ruth Fuchs, athlète allemande